# Amt Neuburg
La comunità amministrativa di Neuburg (Amt Neuburg) si trova nel circondario del Meclemburgo Nordoccidentale nel Meclemburgo-Pomerania Anteriore, in Germania.

## Suddivisione
Comprende 6 comuni (abitanti il 31 dicembre 2022):
1. Benz (660)
2. Blowatz (1 084)
3. Boiensdorf (511)
4. Hornstorf (1 271)
5. Krusenhagen (590)
6. Neuburg * (2 148)

Il capoluogo è Neuburg.